# Capromeryx
Genre
Capromeryx est un genre éteint d’herbivores terrestres de la famille des Antilocapridae, vivant en Amérique du Nord du Miocène au Pléistocène, entre −13 millions d’années et −12 000 ans.

## Synonymes
- Breameryx Furlong 1946
- Dorcameryx

## Description
Capromeryx minor était haute de 60 cm et pesait 10 kg.

## Occurrence
Au total, une soixantaine de spécimens fossiles ont été découverts dans l'Ouest des États-Unis et au Mexique.